# Leopardus pardalis
El ocelote (del náhuatl océlotl) es una especie de mamífero carnívoro de la familia Felidae.Se encuentra ampliamente distribuido en América, principalmente en ambientes tropicales, donde se diferencia en numerosas subespecies.Puede confundirse con el margay o tigrillo (Leopardus wiedii).

## Nombre común
Se le conoce también con distintos nombres comunes, de acuerdo con los distintos países o regiones: ocelote (en Argentina, Chile, Colombia, Ecuador, El Salvador, Guatemala, México, Perú y Estados Unidos, que usa el término náhuatl ōcēlōtl) jaguarcito (en el Chaco), manigordo (en Costa Rica y Panamá), tigrillo (en Colombia, Ecuador, Perú,Nicaragua, y en Chiriquí, Panamá), cunaguaro (en Venezuela), tigrecillo o cunaguaro (en Bolivia),  jaguarete’i o mbarakaja (en guaraní ‘pequeño jaguarete’ o ‘gato’, respectivamente; en Paraguay y Argentina), y gato onza o jaguatirica (del tupí jaguara, ‘jaguar’, y tyryk, ‘escabullirse’) en Brasil.
Es de notar que los nombres de «ocelote» y de «tigre» son compartidos, según las zonas, con el distinto y mucho mayor félido llamado usualmente jaguar (Panthera onca).

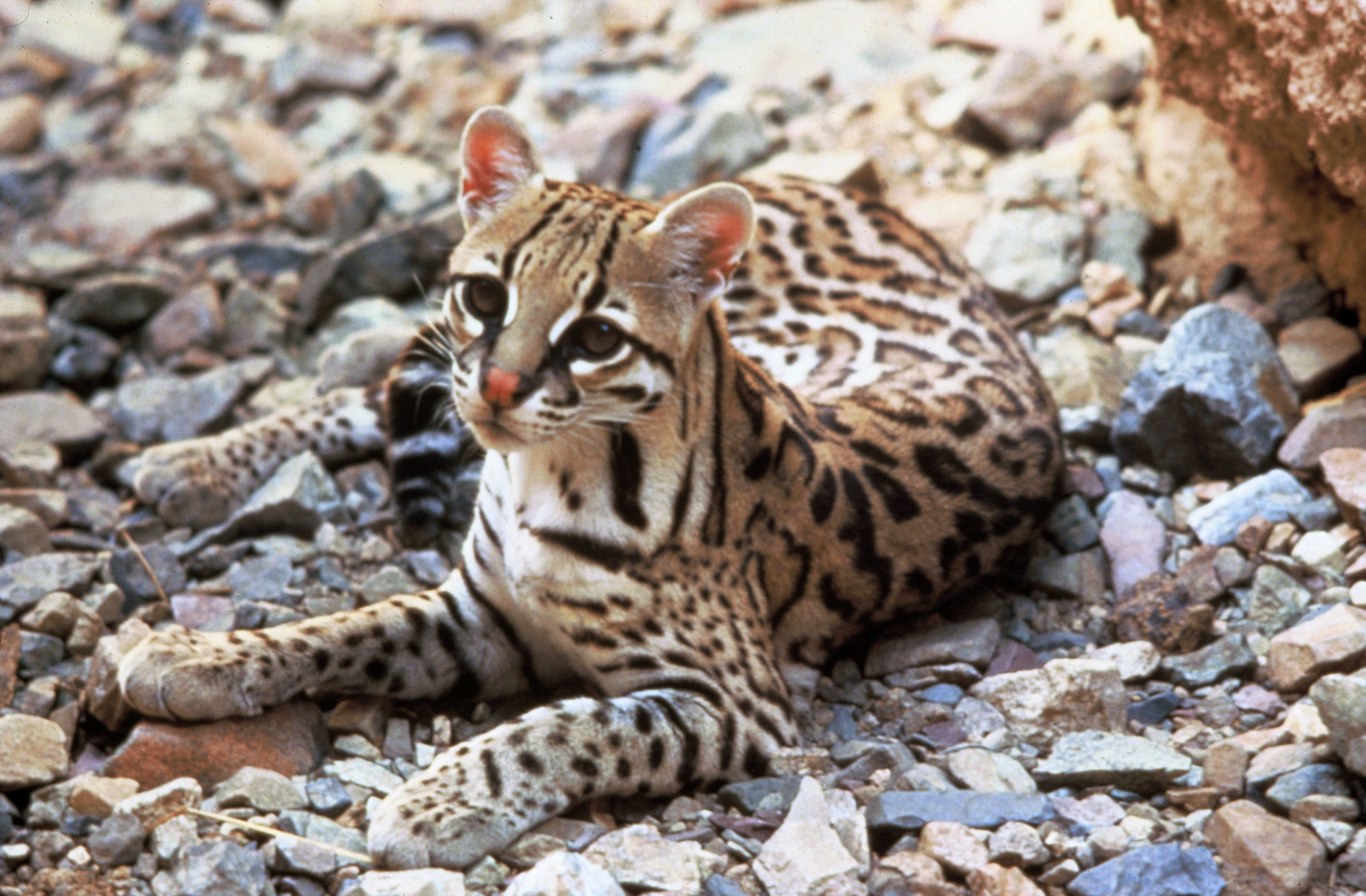
Ocelote acostado

## Descripción

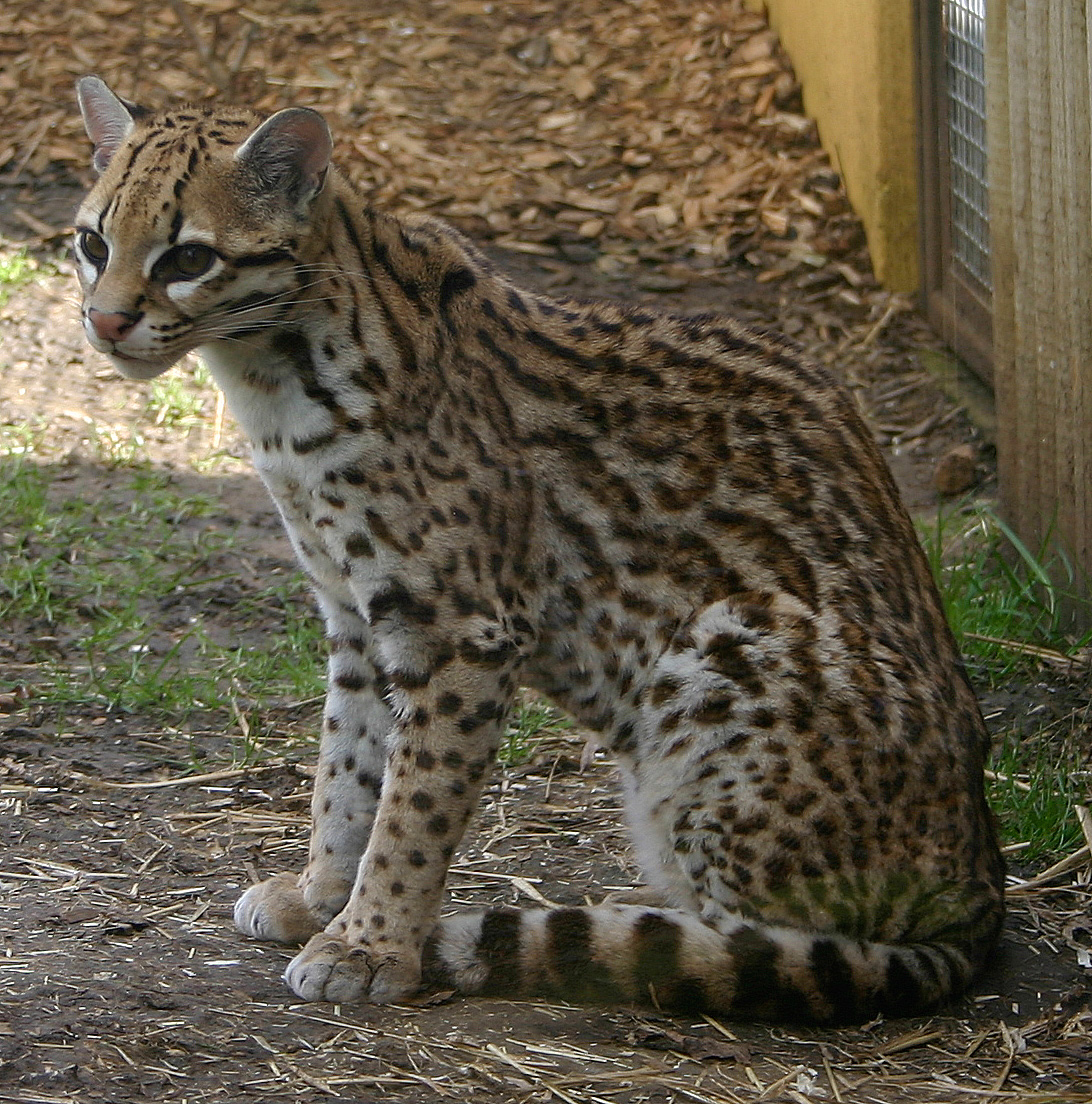
Ocelote

El ocelote es una especie de felino de mediano tamaño, con una longitud de cabeza y cuerpo de 70 - 90 cm, cola relativamente corta (30-40 cm, un 45% de la longitud de cabeza y cuerpo) y un peso en el entorno de los 11 kg. En Mesoamérica, es el tercer felino más grande después del jaguar y del puma, y el más grande de los pequeños felinos manchados, mayor que el caucel y el tigrillo.
Posee grandes orejas y gran sentido auditivo, con unos ojos grandes y expresivos. Las extremidades anteriores tienen cinco dedos y las posteriores, cuatro; las zarpas están provistas de almohadillas, que permiten al animal caminar sin hacer ruido, y con uñas largas, afiladas y completamente retráctiles. Esto último le resulta muy útil cuando no es necesario utilizarlas, como, por ejemplo, al correr, para evitar, de este modo, su deterioro. Tiene pelaje corto.
Ocelote Albino.
El primer Ocelote albino conocido hasta el momento fue encontrado en Colombia. El individuo ha sido del cañón del Mata en Amalfi. Así lo demuestran las pruebas genéticas, desarrolladas por el Laboratorio de Genética Animal de la Universidad de Antioquia y el Laboratorio de Identificación Genética Forense de Especies Silvestres de la Dirección de Investigación Criminal e Interpol -DIJIN- de la Policía Nacional de Colombia.

Las pruebas consistieron en la secuenciación de los genes Citocromo Oxidasa I (CO-I) y NADH Deshidrogenasa 5 (ND5) presentes en el genoma mitocondrial, el cual difiere entre las diferentes especies de felinos. Estas secuencias se cotejaron con bases de datos genéticos disponibles para una infinidad de organismos. Fue así como se concluyó a que especie corresponde el felino entregado.

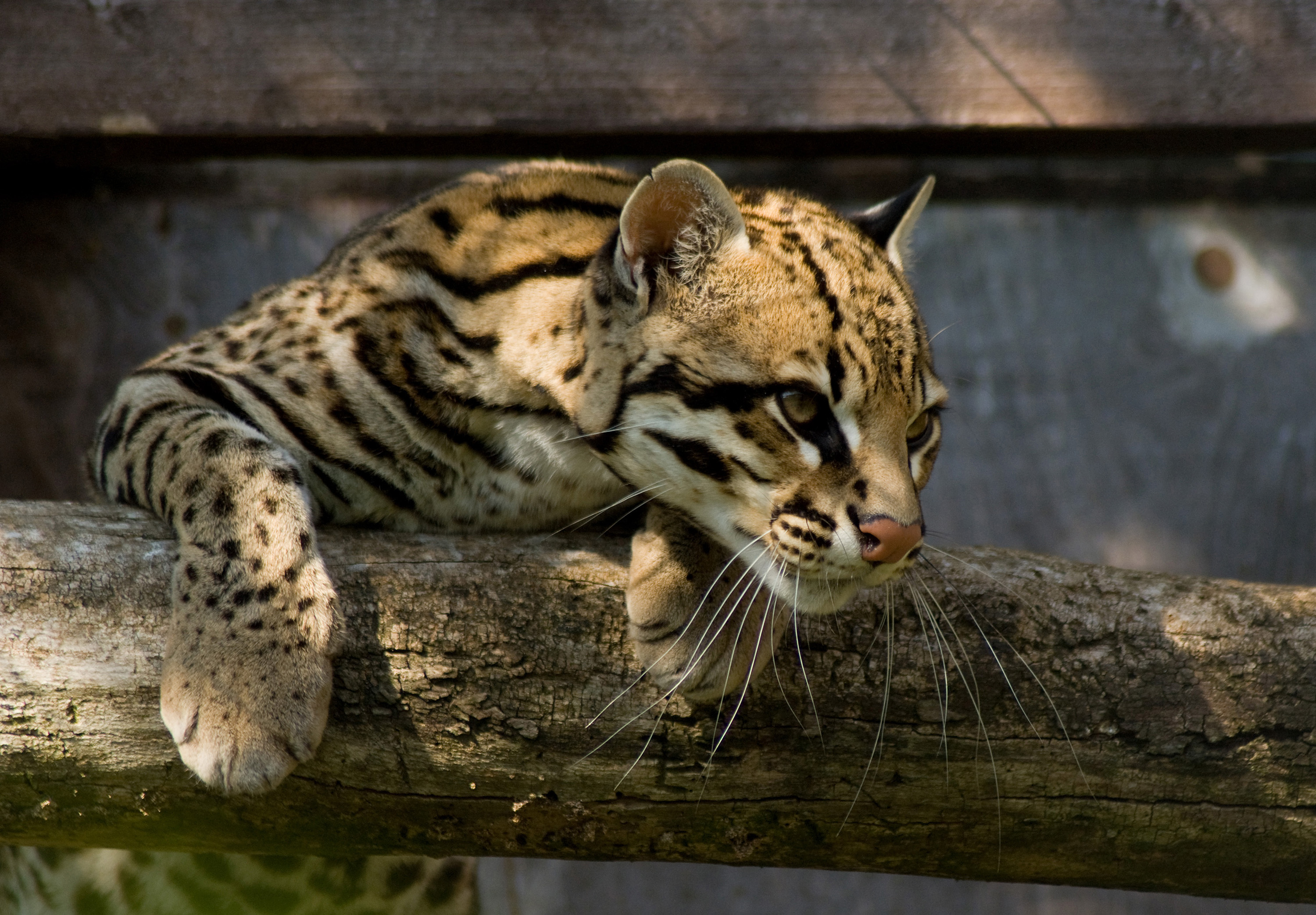
Perfil

## Distribución

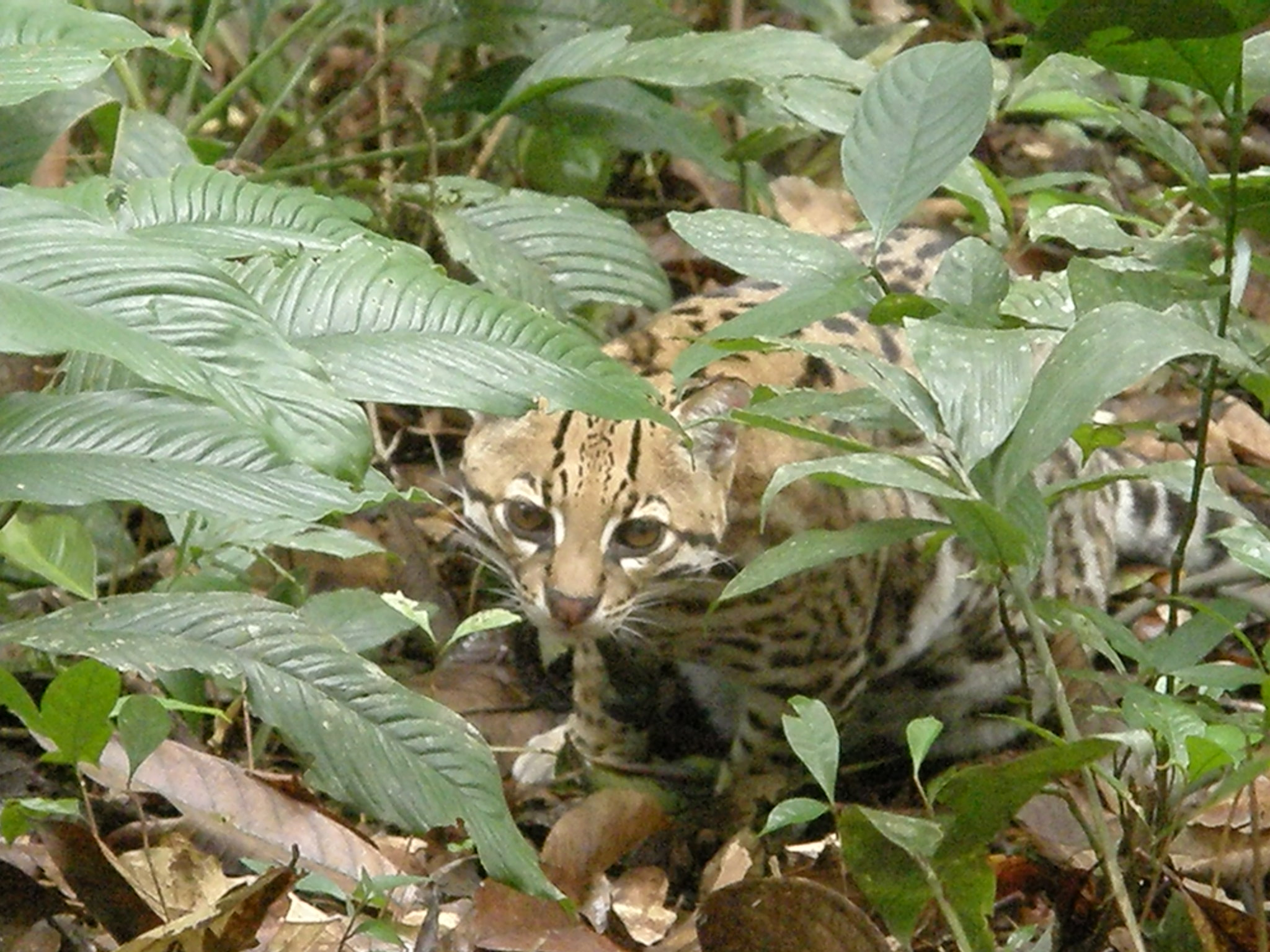
Ocelote en Bolivia

Presente desde el sur de Estados Unidos, occidente y oriente de México hasta Sudamérica. Está en todos los países de Centroamérica continental, el norte y noreste de Argentina y de Paraguay.

## Hábitat
Presenta una gran versatilidad en el uso de hábitat pudiendo habitar selvas húmedas, zonas montañosas y hasta semidesérticas, su hábitat se extiende desde Texas a Argentina.
En su hábitat, es uno de los carnívoros más importantes de su cadena trófica, puesto que utiliza hábitats que no pueden usar el jaguar y el puma, alimentándose de poblaciones de especies más pequeñas. Está asociado a hábitats de vegetación densa y coberturas boscosas. Necesita zonas amplias para vivir. Puede habitar una gran cantidad de ecosistemas: bosques de manglares, pantanos costeros, praderas de sabanas, pastizales, matorrales espinosos y bosques tropicales de todo tipo.
Su área de acción oscila entre 0,8 y 14,6 km², que varía de acuerdo a las características propias de cada sitio, determinada por factores importantes como disponibilidad de presas y presión de cacería. El área de acción del macho es mayor que el de la hembra. Su densidad poblacional varía de 5 a 100 individuos por cada 100 km², más alta que otros pequeños felinos.

## Comportamiento
Es una especie terrestre, pero también arborícola, y de comportamiento nocturno y crepuscular. Son animales crípticos, simpátricos, territoriales, depredadores oportunistas y solitarios. Son de hábitos nocturnos, pasando la mayor parte del día durmiendo en las ramas de los árboles o escondidos entre la vegetación. Tienden a emboscar a sus presas.

### Reproducción
Alcanzan la madurez sexual a partir de los 2 años. Tras un periodo de gestación que oscila entre los 72 y 82 días, las hembras paren de una a dos crías, excepcionalmente tres o cuatro. Al nacer pesan unos 250 g y no abren sus ojos hasta 15 o 18 días más tarde. En cautividad se le estima una longevidad de unos 20 años; es posible que sea mucho más corta en la naturaleza.

### Alimentación
Se alimenta de mamíferos medianos y pequeños, como zarigüeyas, monos, murciélagos, conejos e incluso ciervos adultos y otros. También come reptiles (caimanes jóvenes, lagartos y serpientes) y huevos de tortugas. Caza aves y algunos son buenos pescadores. Además, se han registrado casos de canibalismo. En Misiones, Argentina, se analizaron 11 heces de ocelote las cuales contenían coatí de cola anillada sudamericano (6,67%), agutí de Azara (13,33%), comadreja (20%), roedores múridos (20%), corzuela menor (20%), lagarto overo (6,67%) y serpientes (13,33%); en Perú, se analizaron 65 heces que contenían pelos de roedores múridos, ardilla roja del Amazonas, agutí de Azara, paca común, acuchí verde, marsupiales y animales arborícolas en los que destacaban el mono ardilla común, el mico bebeleche, el coendú y el olingo. En Brasil hay una gran cantidad de estudios y tiene una dieta muy variada que va desde la corzuela parda adulta a monos (mono carayá negro y dorado, entre otras especies), roedores de todo tipo, carnívoros (como el zorro cangrejero), aves y reptiles. En los Andes de Colombia se analizaron 8 heces encontradas en una letrina, estas contenían 6 especies de roedores, además también tenían comadreja, coatí andino, puercoespín de cola corta, pacarana, tapetí y aves. Cazan en solitario o en grupos familiares, y el éxito de la captura depende sobre todo de la vista y el oído; el olfato también está muy desarrollado, pero este lo suelen emplear en el examen de la presa y en el reconocimiento del territorio marcado con orina por otros machos de la especie. Las técnicas empleadas para cazar son variadas: en unos casos acechan a la presa y, en otros, esperan escondidos para lanzarse después por sorpresa sobre sus víctimas.

## Subespecies
Se conocen 10 subespecies de ocelote:
- Ocelote amazónico - bosque lluvioso amazónico.
- Ocelote centroamericano - Centroamérica y el norte de Los Andes.
- Ocelote norteamericano - México y suroeste de Texas.
- Ocelote guayanés - Venezuela, Guyana, Trinidad, Barbados y Granada.
- Ocelote argentino - Argentina y Paraguay.
- Ocelote mexicano - México.
- Ocelote colombo-peruano - Perú y Colombia.
- Ocelote ecuatoriano - Ecuador.
- Ocelote de Sonora - México.
- Ocelote boliviano - Bolivia.

De acuerdo a un estudio realizado en 2017 por la IUCN SSC Cat Specialist Group, se reconocen únicamente dos subespecies como válidas:
- Leopardus pardalis pardalis (Linnaeus, 1758): El ocelote norteamericano, desde Texas y Arizona hasta el sur de  Costa Rica. Se diferencia por ser ligeramente de menor tamaño que el sudamericano y de tonalidad más grisácea.

- Leopardus pardalis mitis (Cuvier, 1820): El ocelote sudamericano, cuyo distribución abarca la mayor parte de Sudamérica hasta el norte de Argentina; los límites con la otra subespecie están poco claros. Se diferencia de la subespecie norteña por ser generalmente de mayor tamaño y de tonalidad más pardo-amarilenta.

## Conservación

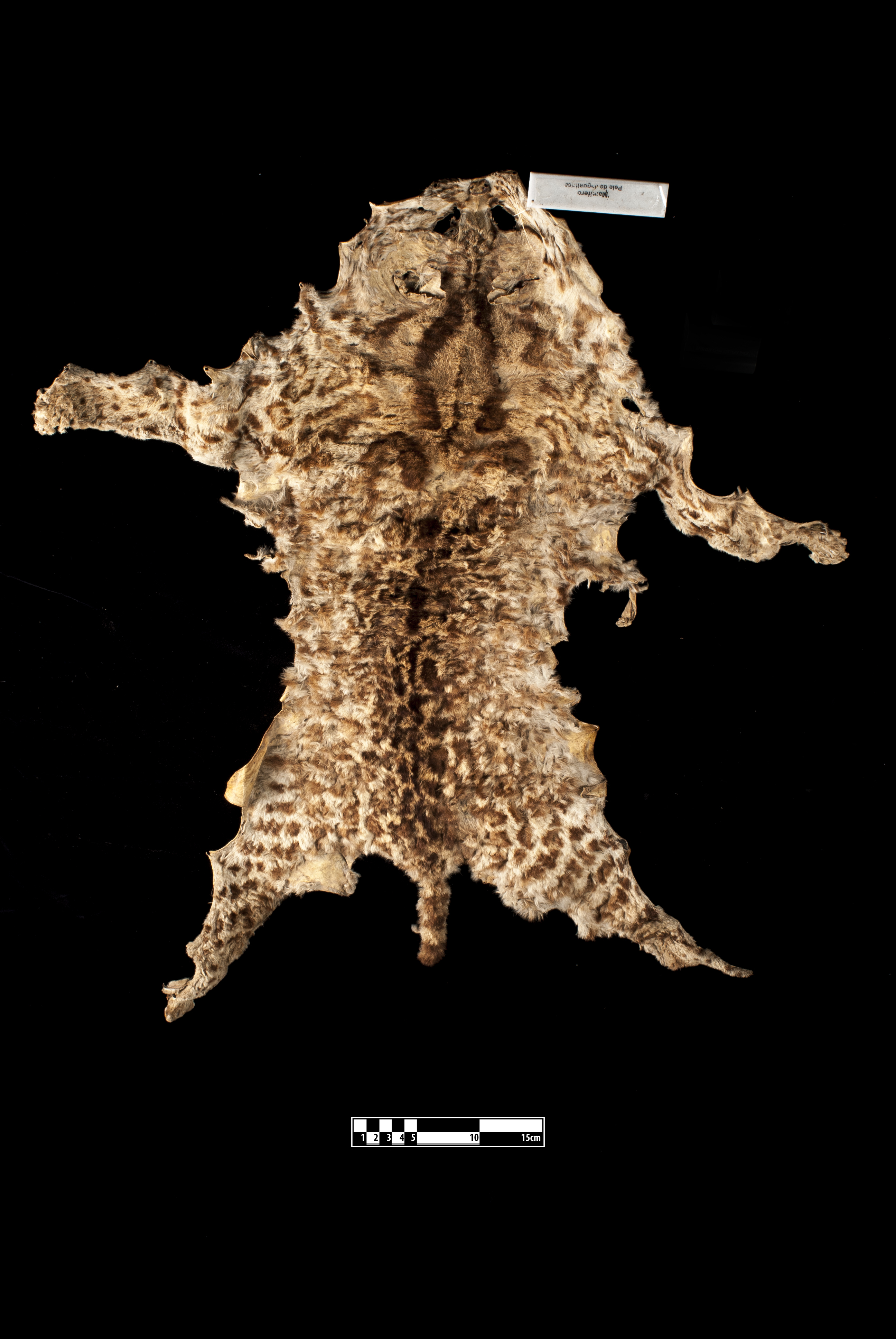
El comercio de pieles es una gran amenaza para las poblaciones de ocelote.

Según la Lista Roja de la IUCN, el ocelote está categorizado como preocupación menor, puesto que es el felino más abundante en los hábitats de la mayoría de las zonas bajas del Neotrópico. Su número, no obstante, es decreciente. En Costa Rica, se le ha categorizado como una especie en peligro de extinción, protegida por la Ley de Conservación de Vida Silvestre n.º 7.317, de 1992, e incluida en el Apéndice I del CITES para Costa Rica. En la región de Osa, en el parque nacional Corcovado, en Costa Rica, hay poblaciones de la especie en buen estado de conservación.
La destrucción de su hábitat es la principal amenaza para su supervivencia. Además, este animal es buscado por cazadores furtivos con el objetivo de comercializar su piel, en razón de los valores estéticos que la misma posee. A nivel de América, sus principales amenazas son la pérdida y fragmentación de su hábitat, el comercio ilegal de especímenes y de pieles, y la cacería como represalia por la depredación de especies de corral. Naturalmente, el ocelote es depredado por el jaguar, el puma, la boa y el águila harpía.
Leopardus pardalis fue declarado monumento natural provincial por la provincia del Chaco en Argentina, por la ley n.º 4.306, de 6 de junio de 1996.

## En el arte precolombino

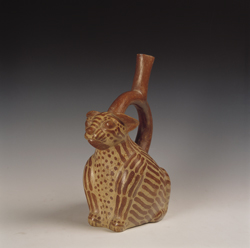
Figura mochica de esta especie 200 a. C. Museo Larco, Lima, Perú.

El ocelote es uno de los felinos más frecuentemente representados en el arte precolombino. La figura del ocelote, unida a la del jaguar o el puma, aparece en el arte de muchas civilizaciones americanas precolombinas.
En Mesoamérica, estos felinos se hallan presentes en todas las culturas, desde los olmecas a los mexicas. Los olmecas representaron al felino en esculturas monumentales de piedra y en jades, en sitios como San Lorenzo, El Azul y La Venta, en México. Entre los mayas del Clásico, los felinos fueron un icono recurrente para simbolizar liderazgo, sacrificio y guerra. La piel del felino fue utilizada como vestimenta para los reyes-guerreros, cuyos tronos tenían forma de felino, como se puede observar en Palenque, Uxmal y Chichén Itzá, y como rasgo distintivo de los guerreros en los murales de Bonampak. Excavaciones arqueológicas en Uaxactún y Kaminaljuyú, Guatemala, y en Altun Ha, Belice, muestran que los reyes mayas eran enterrados con pieles, garras y colmillos de felinos, generalmente jaguar u ocelote. Entre los mexicas, al jaguar se le llamó ocelotl, en lengua náhuatl, y ambos animales fueron frecuentemente confundidos uno con el otro. La imaginería del jaguar-ocelote fue frecuentemente utilizada por los mexicas, generalmente entre los guerreros, como representación de Tezcatlipoca-Tepeyollotli, uno de los máximos dioses aztecas.
En Costa Rica, es una de las representaciones más comunes, en especial en las regiones de influencia mesoamericana, como en la subregión arqueológica Guanacaste-Nicoya (500 a. C. - 300 d. C.), hallándose figuras de felinos en la cerámica y la lítica. En la cerámica policrómica de Nicoya se han hallado representaciones del ocelote desde el 800 d. C., con la introducción de varios colores (rojo, terracota y negro). En la región del Atlántico, se han encontrado objetos con representaciones de felinos que datan del 300 a. C., principalmente en jarrones trípodes funerarios cuyos soportes representan felinos, y en metates trípodes de piedra. Las figuras más tardías proceden del Pacífico Sur de Costa Rica, en cerámica, piedra y oro, a partir del 700 d. C. El ocelote, junto al jaguar, juega un papel importante en muchos de los mitos de los pueblos bribri y cabécar de Costa Rica, los cuales utilizan la palabra namú para referirse de forma genérica a todos los felinos.
En Sudamérica, el ocelote es representado frecuentemente en culturas regionales de Valdivia, Machalilla y Chorrera, en Ecuador; mochica y Chavín en Perú; San Agustín en Colombia; Chiripa en Bolivia: San Pedro de Atacama I y II, en Chile; y Aguada, Ciénaga y Condorhuasi, en Argentina.